# TVR (azienda)
TVR è stata una casa automobilistica britannica fondata nel 1947 da Trevor Wilkinson — da cui il significato del nome del marchio (TreVoR) — che produce auto sportive, sia coupé che spyder.

## Storia
Dopo i primi anni di gestione da parte del fondatore, l'azienda è passata varie volte di mano. Suoi prodotti hanno "sfiorato" il mercato italiano. Nei primi anni '90 si ridusse la cilindrata del motore Rover V8 3500 del modello S a 1998 cmc, mediante una nuova corsa di 40,25 mm con alesaggio invariato, quindi 88,9 mm, adottando nel contempo un compressore volumetrico Eaton assieme all'iniezione elettronica Lucas, per avere prestazioni adeguate (233 CV a 6200 giri/min e una velocità massima di 232 km/h) rimanendo al di sotto dei 2 litri di cilindrata, però la nuova versione, per la quale era stato previsto il nome di Blackpool, non arrivò mai alla produzione e il progetto venne abbandonato dopo aver completato un esemplare, tuttora esistente. Nel 2004 quello che era l'azionista di maggioranza dal 1981, Peter Wheeler, ha ceduto l'azienda, per 21 milioni di euro, al milionario russo ventiquattrenne Nikolai Smolenski. Il nuovo azionista ha iniziato una campagna di controllo di qualità sui prodotti con l'intenzione di consentire alla casa di competere sul mercato internazionale da pari a pari coi grandi costruttori di vetture sportive.
Nonostante il marchio fosse arrivato ad affermarsi come produttore di vetture sportive, nel dicembre 2006 la fabbrica di Bristol Avenue è stata chiusa e i 400 dipendenti sono stati licenziati.
Il 12 luglio 2012 Smolenski ha confermato la cessata attività dell'azienda, affermando che i costi di produzione erano troppo elevati e la domanda troppo ridotta per garantire un qualche profitto all'attività.
Nel giugno 2013 l'imprenditore inglese Les Edgar ha annunciato di aver rilevato da Smolenski i diritti sul marchio TVR con l'intento di riavviare la produzione di auto sportive. La neonata proprietà ha lanciato il prototipo della nuova TVR Griffith nel 2017, anche se la data di consegna delle auto era prevista per il 2022, al 2023 non è iniziata nemmeno la produzione.

## Modelli
- Grantura (1958-1966)
- Griffith (1962-1967)
- Vixen (1967-1970)
- Tuscan (1968-1971)
- Trident (1966-1976)
- M Series (1972-1979)
- Tasmin (1980-1984)
- TVR S Series (1986-1994)
- Griffith (1992-2001)
- Chimaera (1993-2003)
- Cerbera (1996-2005)
- Tuscan mk1 (1999-2004)
- Cerbera Speed 12 (2000-2005)
- Tamora (2001-2006)
- T350 (2002-2006)
- Tuscan T400R (2003-2005)
- Typhon (2004-2006)
- Sagaris (2004-2006)
- Tuscan mk2 (2005-2006)
- Griffith (2022-)

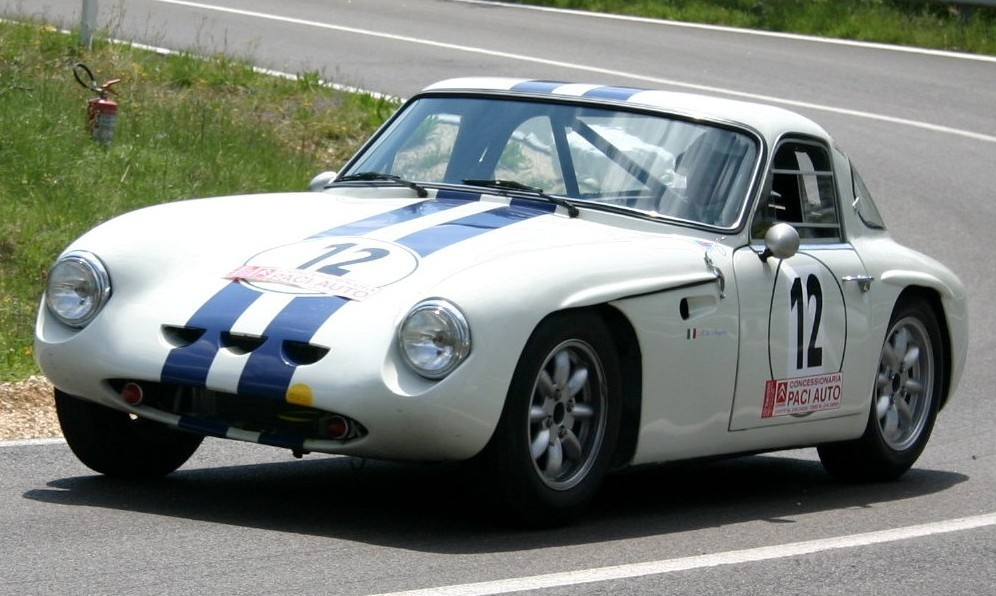
Una Grantura preparata per le competizioni.
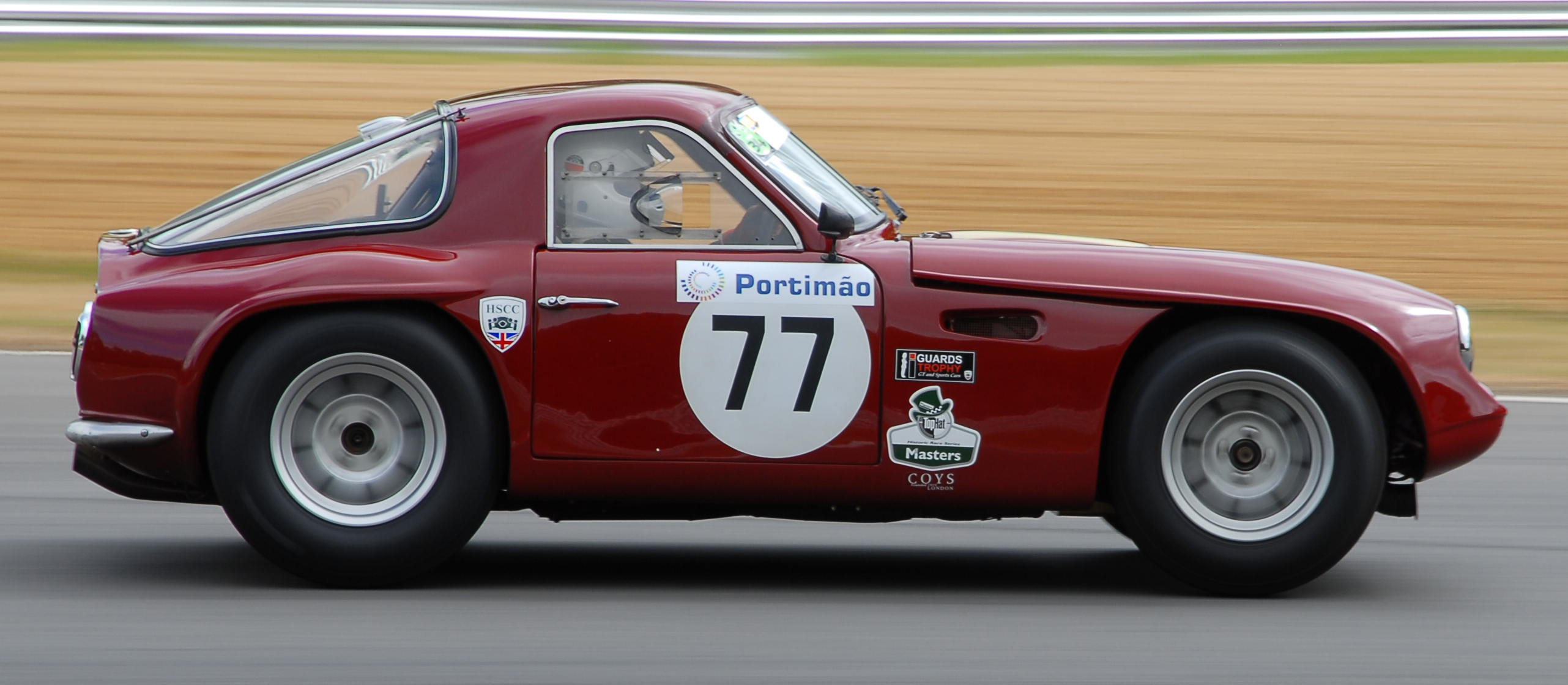
Una Griffith 400 del 1965 ad una rievocazione.
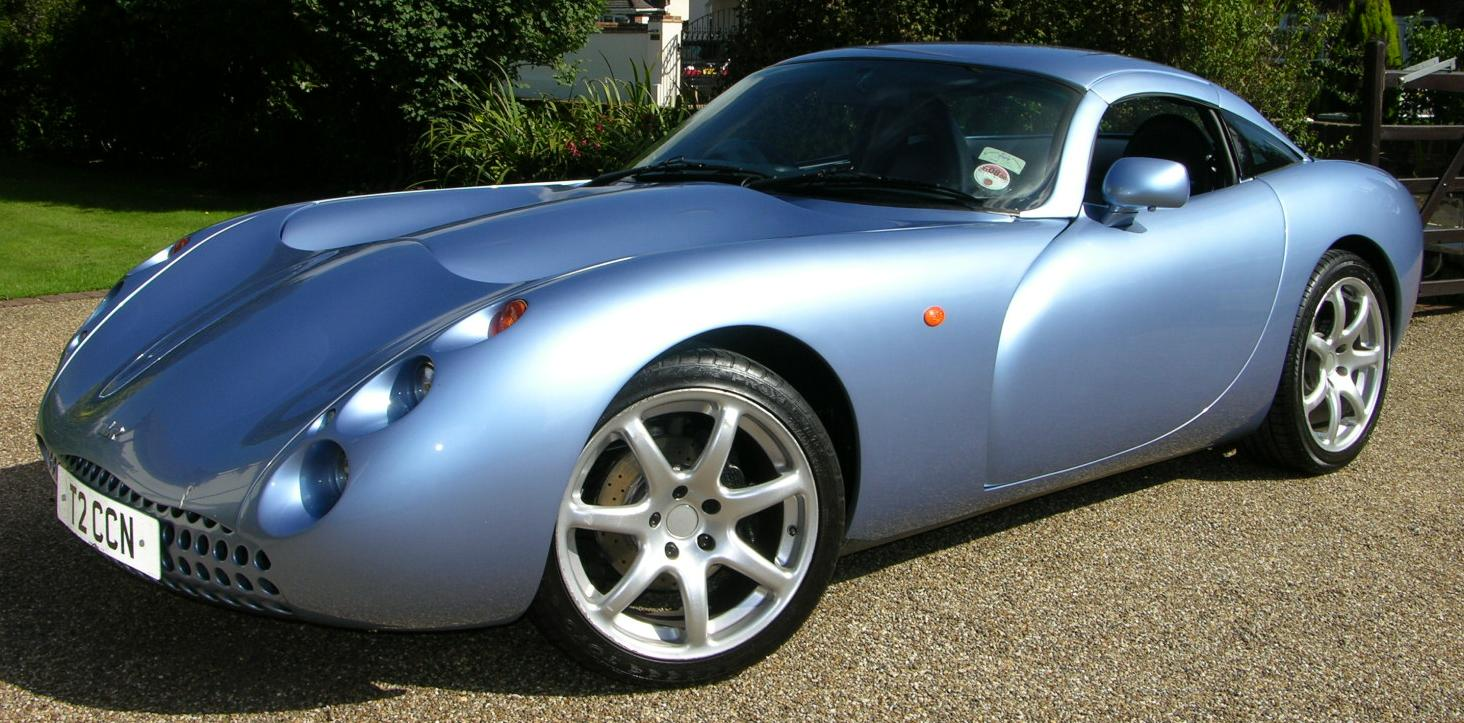
Una Tuscan S del 2000.
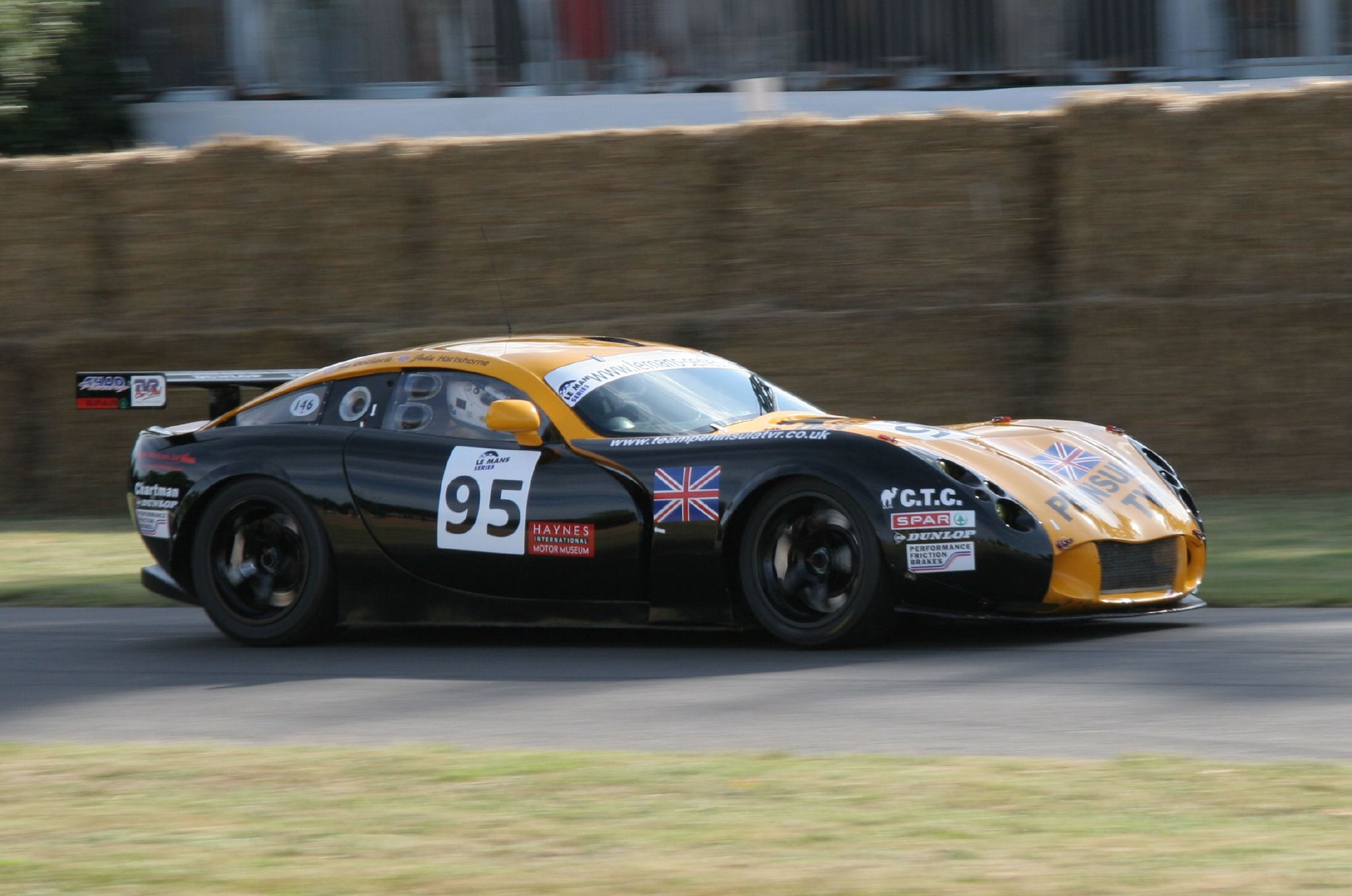
Una T400R in gara.
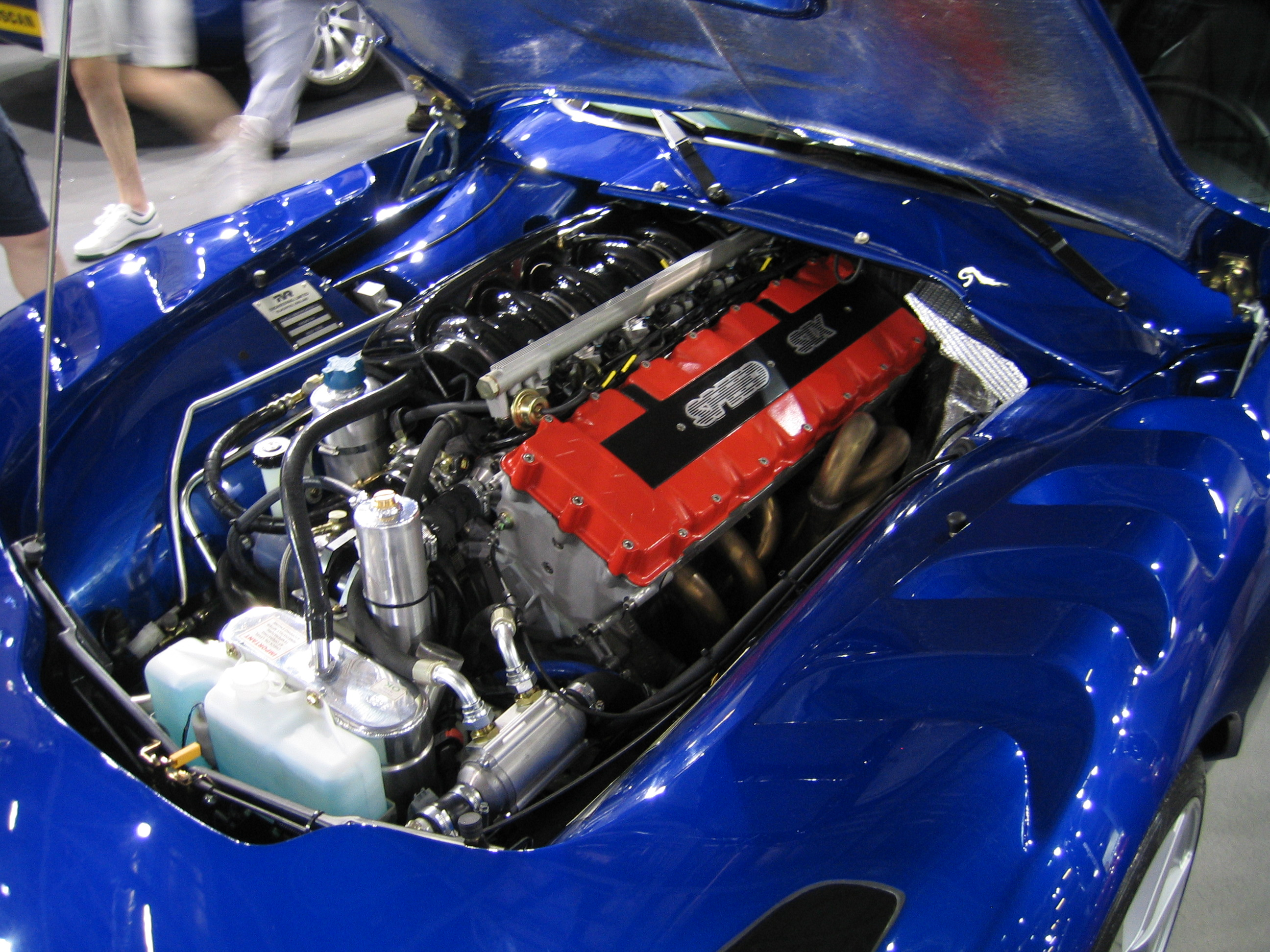
Il motore TVR Speed Six a 6 cilindri in linea che equipaggiava molti dei modelli TVR degli anni 2000; qui è alloggiato in una Sagaris.